# 하빌리타치온
하빌리타치온(Habilitation)은 여러 서유럽의 국가 그리고 소수의 동유럽의 국가들에서 시행하는 최고 단계의 대학의 과정 및 시험이다. 시험에 합격하여 과정을 졸업함으로써 한 전공 분야에 대한 교수(가르칠 수 있는)의 자격, 사실상 대학교수가 되기 위한 자격이 부여된다. 

## 개요
독일, 스위스, 오스트리아 등 독일어권 국가 및 몇 개의 동유럽 국가들이 하빌리타치온을 시행하는 대표적인 국가들이다. 
시행국가들에서는 보통 가르칠 수 있는 자격 또는 권한을 취득하기 위한 과정이라고 정의되고 있으나 대학교수가 되기 위한 자격이라고 볼 수 있다. 
하빌리타치온은 박사 과정의 졸업이 전제가 된다. 하빌리타치온은 박사 과정보다 더 광범위한 분야에서의 높은 연구업적을 요구하며, 연구 분야에 대한 포괄적 이해능력이 있음을 입증해야 한다. 
하빌리타치온 과정은 최종적으로 시험을 통해 완결되므로 통상 시험이라고 지칭하나, 사실 여러 부분으로 이루어진 일련의 과정이며(이 점에서는 박사과정과 유사), 그 중 가장 핵심적이며 긴 시간을 요구하는 부분은 하빌리타치온 논문이다. 
최근 시행국가들에서는 박사과정 후에 수년의 시간을 더 들여 하빌리타치온 자격을 획득해야 하는 것에 대한 회의적 시각으로 인해 존폐에 관한 논의가 시작되고 있다. 또한 여러 대학들에서 하빌리타치온이 요구되지 않는 주니어 교수 제도를 병행적으로 시행하는 추세가 점차 확산되어 가고 있다.

## 독일의 하빌리타치온
독일의 하빌리타치온은 교수 자격(Lehrbefähigung), 즉 가르칠 수 있는 자격을 획득하기 위한 시험으로 정의되고 있다. 
하빌리타치온 과정을 마치면 사강사(Privatdozent)라는 칭호가 주어진다. 대학에 따라서는 별도로 Dr. habil.이라는 영구적인 칭호를 부여하기도 한다.

## 같이 보기
- 아빌리타시옹
- 박사 학위
- 교수